# Acraspedon damianii
Acraspedon damianii är en skalbaggsart som beskrevs av Soula 2002. Acraspedon damianii ingår i släktet Acraspedon och familjen Rutelidae. Inga underarter finns listade i Catalogue of Life.